# Liste der Monuments historiques in Rouvroy-sur-Audry
Die Liste der Monuments historiques in Rouvroy-sur-Audry führt die Monuments historiques in der französischen Gemeinde Rouvroy-sur-Audry auf.

## Liste der Immobilien
| Bezeichnung       | Beschreibung           | Standort                     | Kennzeichnung | Schutzstatus   | Datum | Bild           |
| ----------------- | ---------------------- | ---------------------------- | ------------- | -------------- | ----- | -------------- |
| Kirche St-Étienne | ab dem 16. Jahrhundert | Servion, rue du Sonru (Lage) | PA00078493    | Classé Inscrit | 1981  | weitere Bilder |

## Liste der Objekte
| Bezeichnung              | Beschreibung | Standort                                 | Kennzeichnung | Schutzstatus | Datum | Bild |
| ------------------------ | ------------ | ---------------------------------------- | ------------- | ------------ | ----- | ---- |
| Gallorömischer Grabstein | Kalkstein    | Servion, in der Kirche St-Étienne (Lage) | PM08000450    | Classé       | 1981  |      |